# Romanek János
Romanek János (Kunhegyes, 1966. március 28. –) labdarúgó, középpályás.

## Pályafutása
A Bp. Honvéd csapatában mutatkozott be az élvonalban 1986. augusztus 30-án a Ferencvárosi TC ellen, ahol 0–0-s eredmény született. 1986 és 1988 között 38 bajnoki mérkőzésen szerepelt és egy gólt szerzett. Két bajnoki címet szerzett a kispesti csapattal. 1989-ben öt bajnoki mérkőzésen a Dunaújváros együttesében játszott. 1989 és 1996 között a Vác sikercsapatának volt a tagja. Egy bajnoki címet szerzett és háromszor jutott magyar kupa-döntőbe a csapattal. 161 bajnoki mérkőzésen lépett pályára és kilenc gólt szerzett. Az 1996–97-es idényben a Pécsi MFC csapatában játszott. 1998-ban visszatért Vácra, ahol 1999. december 11-én játszotta utolsó élvonalbeli bajnoki mérkőzését, ahol az Újpesti TE ellen csapata 4–0-s vereséget szenvedett.

## Sikerei, díjai
- Magyar bajnokság
  - bajnok: 1987–88, 1988–89, 1993–94
  - 2.: 1991–92, 1992–93
- Magyar kupa
  - döntős: 1988, 1991, 1992, 1995